# Глубіш Мирослав Іванович
Мирослав Іванович Глубіш (нар. 9 лютого 1953, місто Губаха Молотовської області, тепер Пермської області, Росія) — дрогобицький політичний та партійний діяч. Міський голова Дрогобича у квітні 1990 — квітні 1994 року.

## Життєпис
Народився в родині репресованих українців, які перебували на засланні. У 1956 році родина переїхала до Дрогобича.
У 1960—1968 роках — учень Дрогобицької середньої школи № 1. 
У 1968—1972 роках — учень Дрогобицького нафтового технікуму, здобув спеціальність «хімічний технолог нафти і газу».
У 1972—1974 роках — служба в радянській армії.
У серпні 1974 — березні 1983 року — водій автомобіля, інженер з безпеки руху Дрогобицької автомобільної колони 2208 (АТП 14665). 
У березні 1983 — 1986 року — бригадир авторемонтної майстерні Бориславського побутового комбінату. 
У 1986 — квітні 1990 року — бригадир авторемонтної майстерні Дрогобицького побутового комбінату.
З осені 1988 року — член Товариства української мови імені Тараса Шевченка в Трускавці. 
У 1989—1990 рр. — голова Дрогобицької організації Української Гельсинської спілки.
У квітні 1990 — квітні 1994 року — голова Дрогобицької міської ради народних депутатів. Депутат Львівської обласної ради 1-го демократичного скликання.
У 1990—1991 роках — керівник Дрогобицького відділення Української республіканської партії (УРП), член її Центрального проводу. 
У 1991 році вийшов з УРП, був одним із засновників Української консервативної республіканської партії (УКРП).
У 1992 році заочно закінчив загальнотехнічний факультет Дрогобицького педагогічного інституту імені Івана Франка. Закінчив юридичний факультет Львівського державного університету імені Івана Франка.
У 1996—1998 роках — інструктор загального відділу Львівської обласної державної адміністрації.
У 2000—2002 роках — начальник Представництва Фонду державного майна в місті Дрогобичі.
Працює директором Товариства з обмеженою відповідальністю «Заграва МГ».
Член Республіканської Християнської партії, голова Львівської обласної організації Республіканської Християнської партії.
Одружений, є дочка.

## Нагороди
Нагороджений Хрестом Заслуги «В боротьбі за волю України» та Хрестом Звитяги.